# Oldsmobile

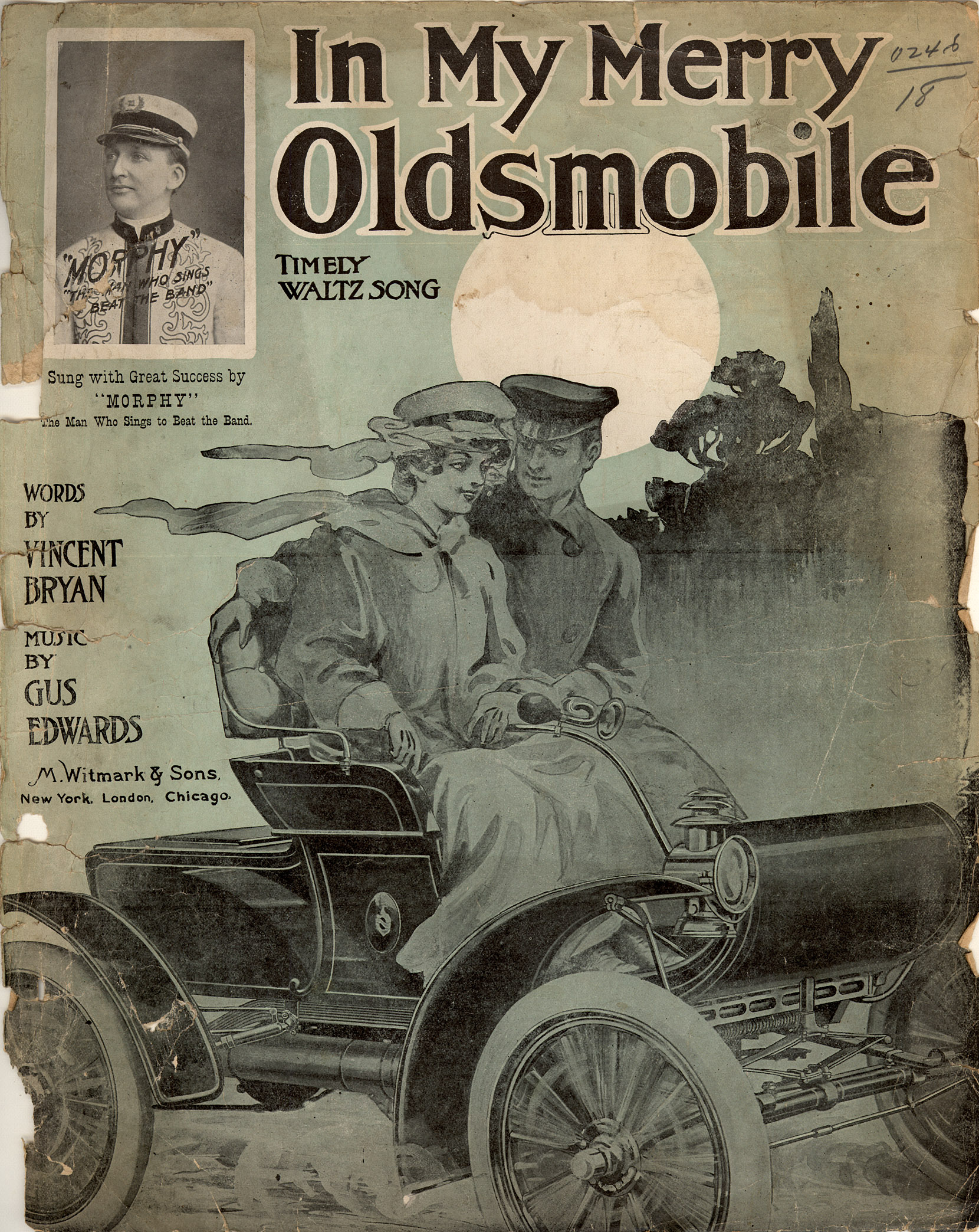
Oldsmobile Curved Dash uit 1901-1904

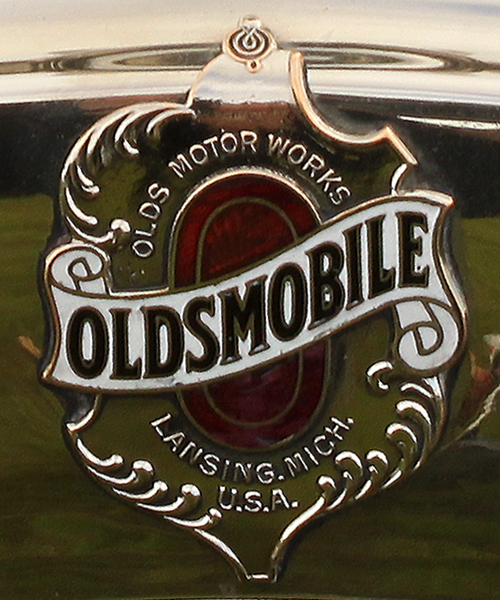
Oud Oldsmobile-logo

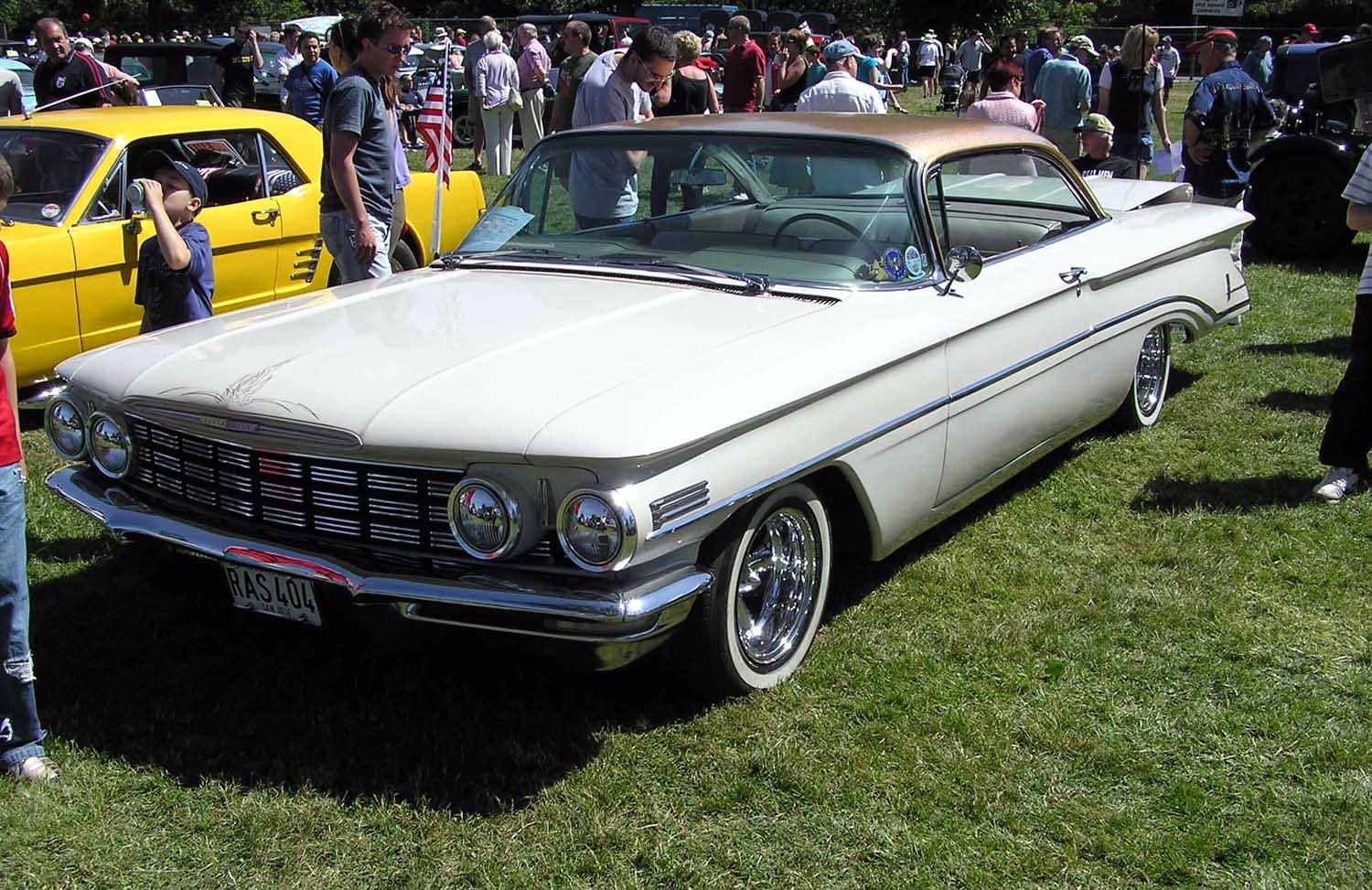
Oldsmobile Dynamic Rocket 88 uit 1960

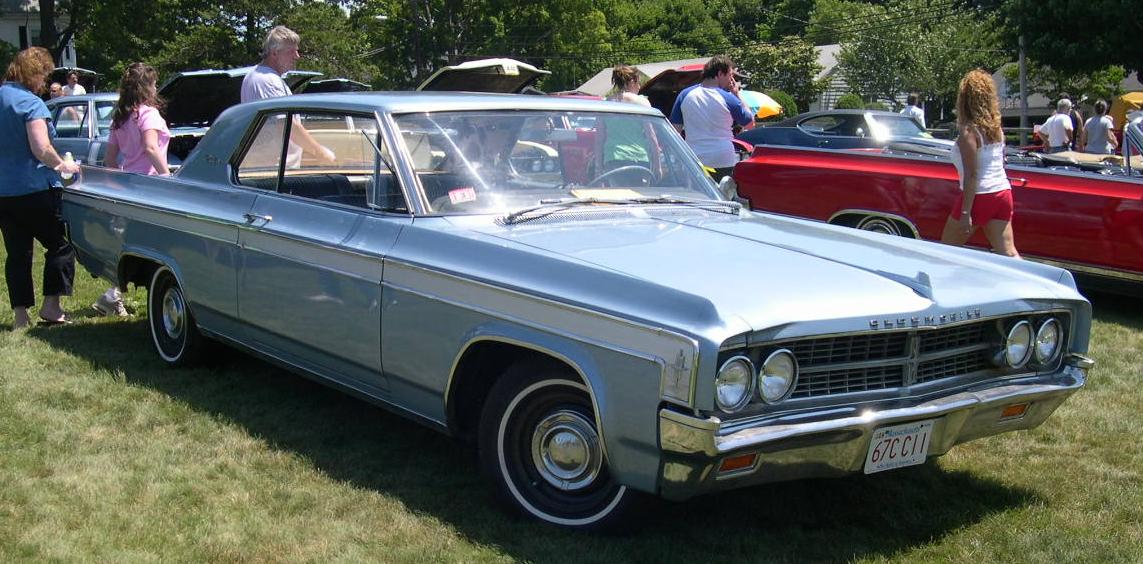
Oldsmobile Starfire uit 1963

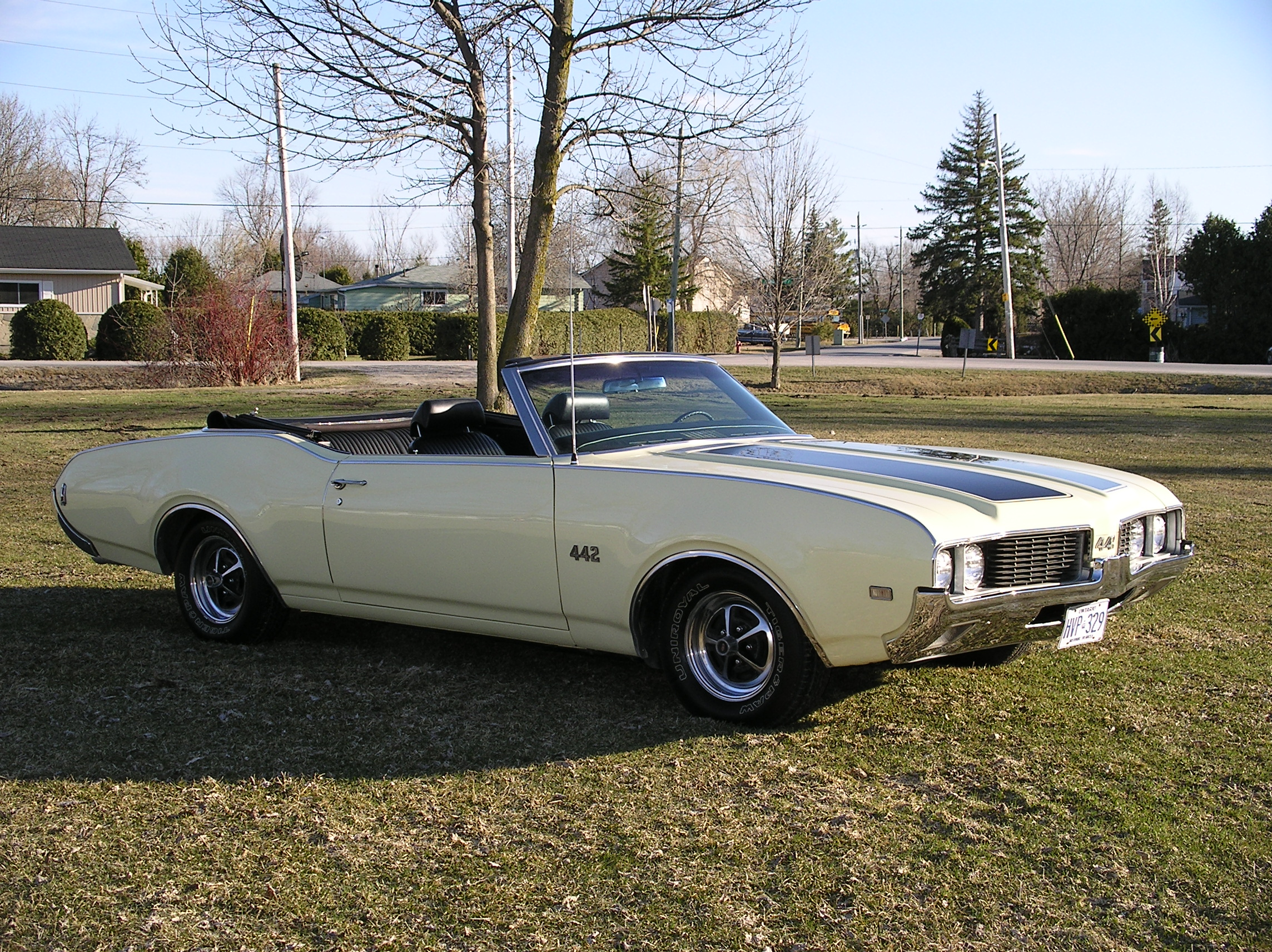
Oldsmobile 442 uit 1969

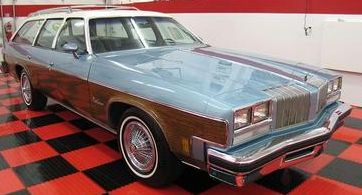
Oldsmobile Vista Cruiser uit 1976

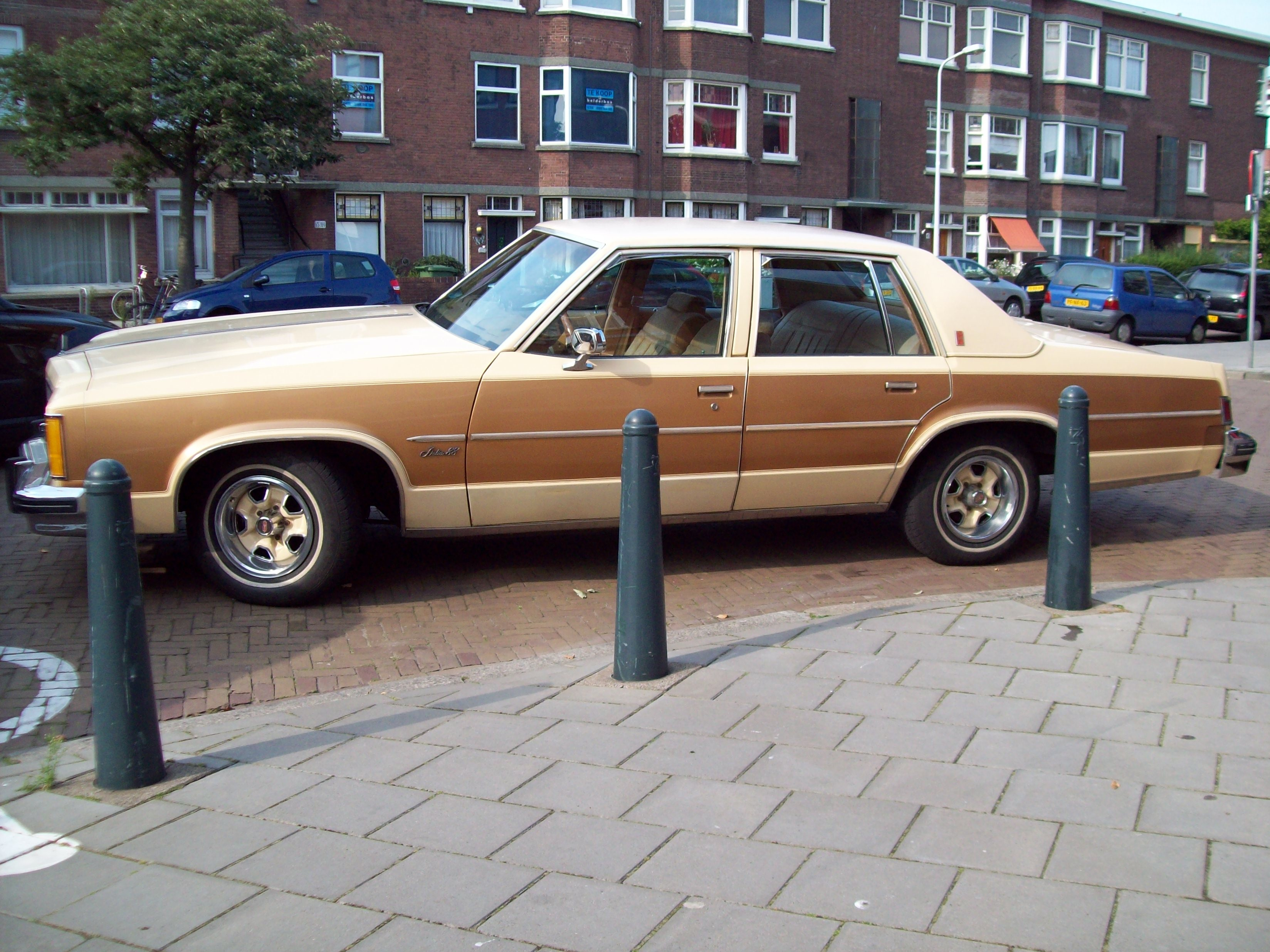
Oldsmobile Delta 88 royale uit 1978

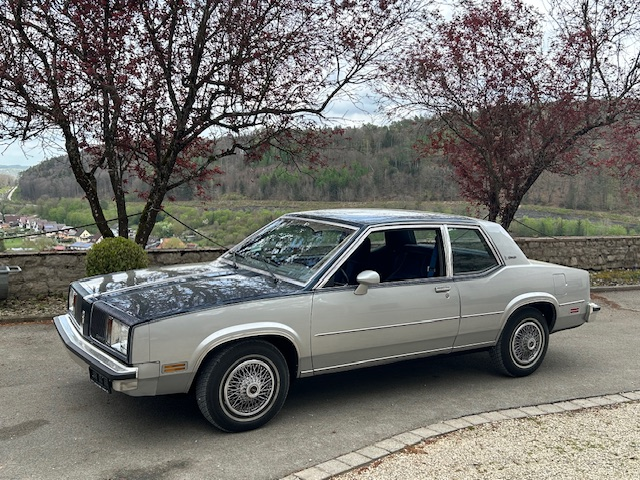
Oldsmobile Omega 2.8 V6 Coupe Brougham

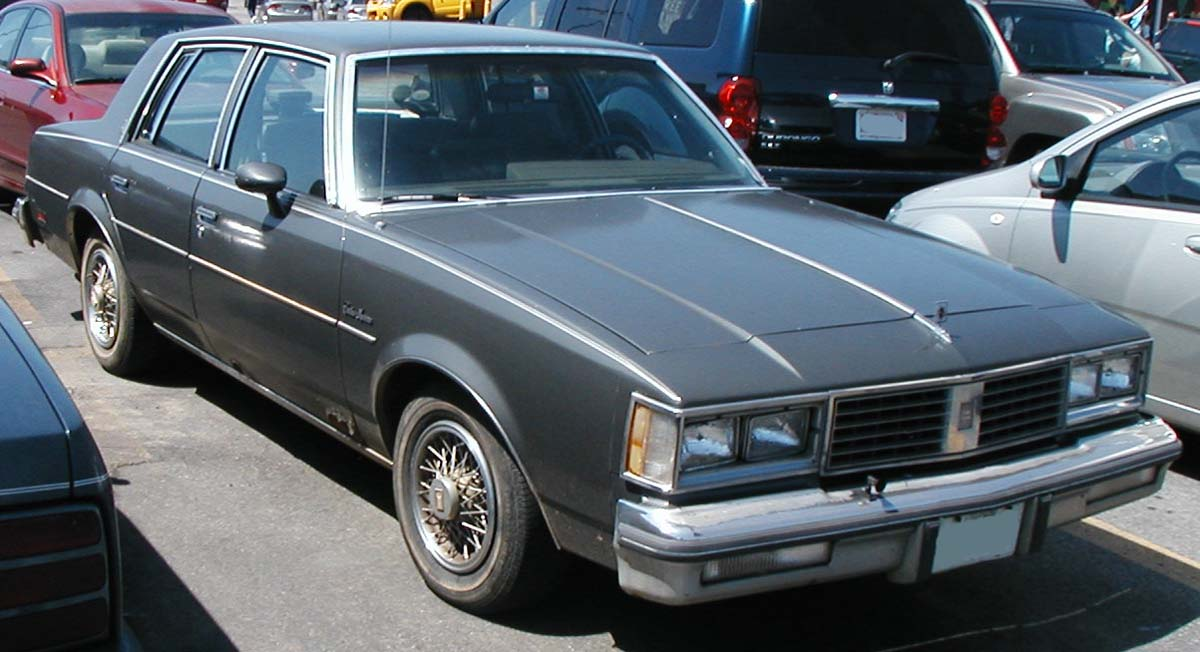
Oldsmobile Cutlass Supreme uit 1981-1988

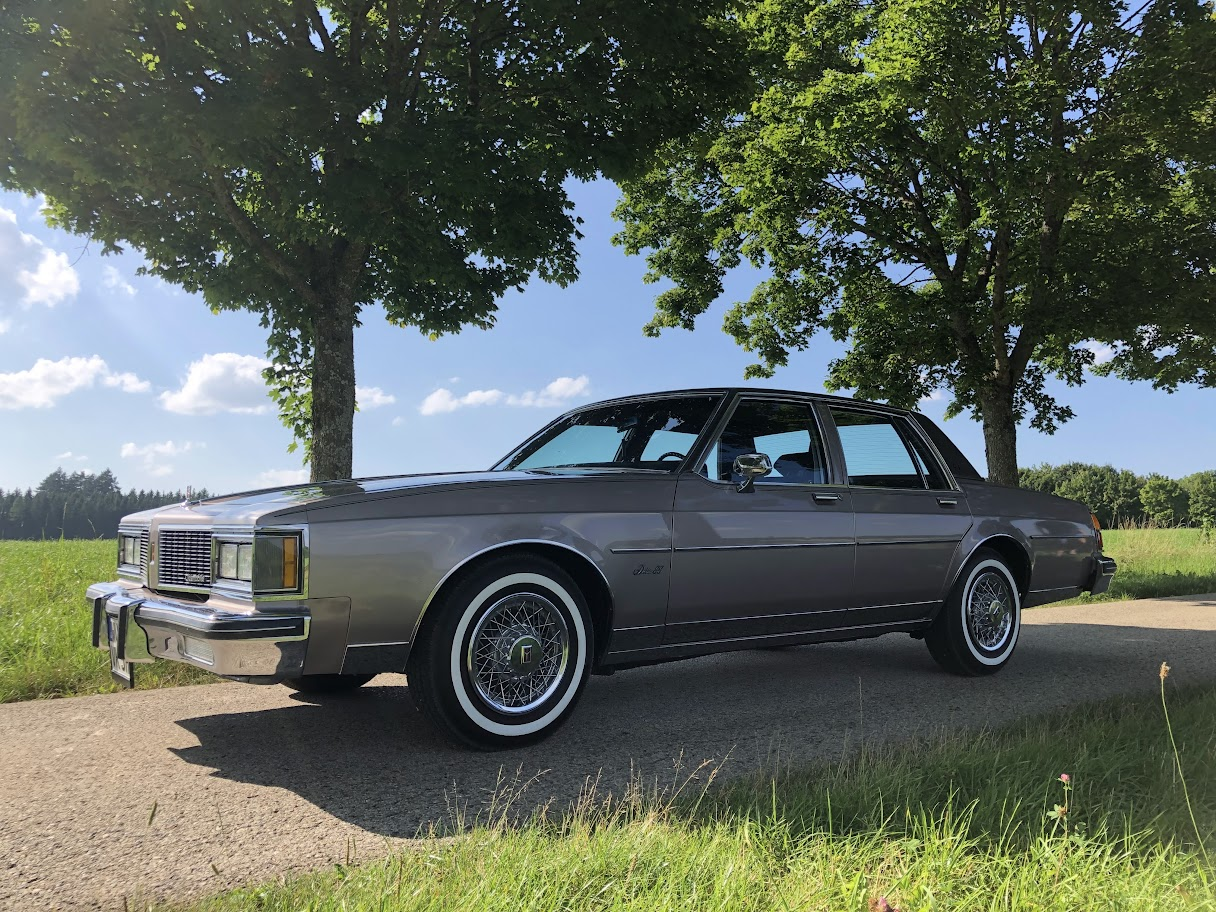
Oldsmobile Delta 88 Royale 1984

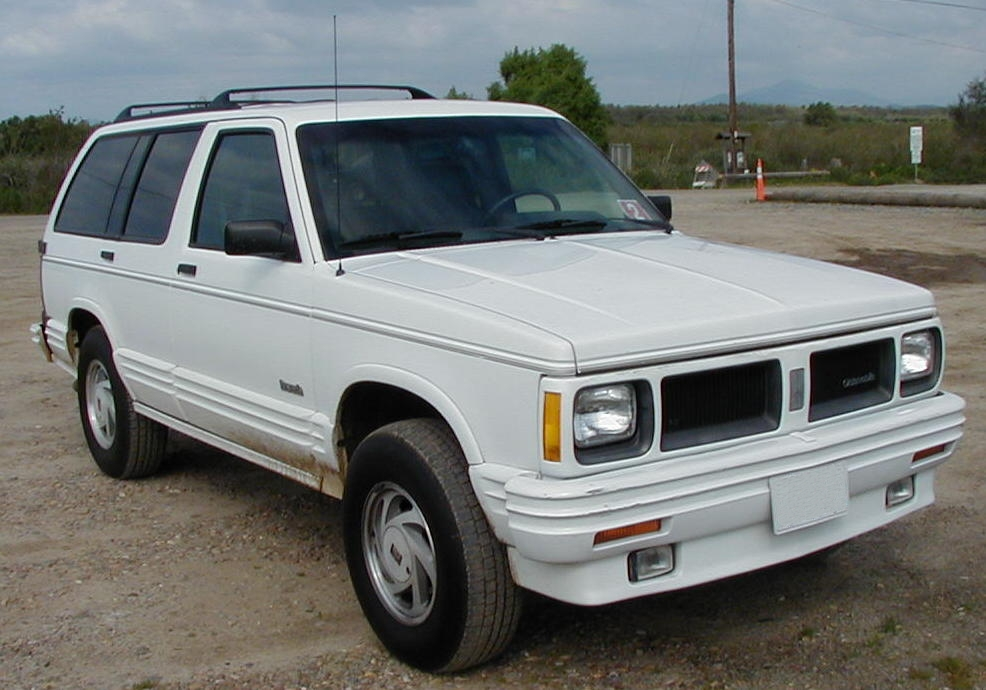
Oldsmobile Bravada uit 1992

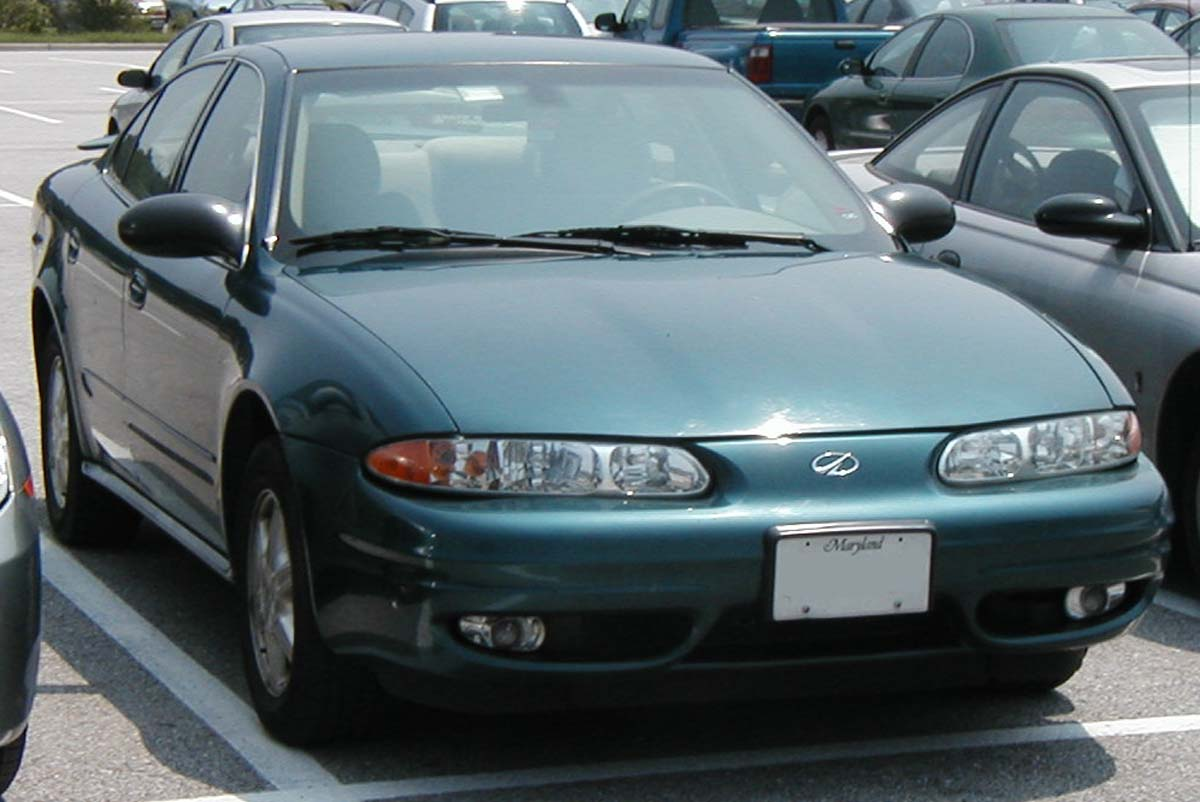
Oldsmobile Alero uit 1999-2004

Oldsmobile was een automerk dat in 1897 werd opgericht in de Verenigde Staten. In 1908 werd het merk opgekocht door General Motors. In 2004 beëindigde GM het merk. In de 107 jaar dat Oldsmobile bestond produceerde het 35,2 miljoen auto's. Het was toen het oudste nog bestaande Amerikaanse automerk en ook een van de oudste ter wereld.

## Geschiedenis

### Voorgeschiedenis
De oprichter van Oldsmobile, Ransom Eli Olds, werd op 3 juni 1864 geboren in Geneva (Ohio) in de VS. In 1880 verhuisde het gezin naar Lansing (Michigan). In 1883 ging Ransom in de metaalgieterij van zijn vader, Olds & Son Foundry, werken. De Son uit die naam verwijst niet naar hem, maar naar zijn oudere broer Wallace. In 1885 kocht Ransom zijn broer uit voor duizend dollar.
In 1887 bouwde Olds zijn eerste voertuig, een 3-wielige stoomwagen. In 1893 werd zijn bedrijf de eerste Amerikaanse auto-exporteur. Olds had een 4-wielige stoomwagen verkocht aan een klant uit India. Die kreeg het voertuig echter nooit geleverd, daar het schip waarmee het werd verzonden onderweg zonk. In 1896 verkreeg Olds een patent op zijn verbrandingsmotor en een jaar later gebruikte hij die eerst in zijn voertuigen.
Uiteindelijk werd op 21 augustus 1897 de Olds Motor Vehicle Company opgericht. In 1899 werd het bedrijf verkocht aan Samuel L. Smith en omgedoopt tot Olds Motor Works. Smith werd directeur en Olds werd vicedirecteur en algemeen manager. Het bedrijf verhuisde ook van Lansing naar Detroit. In 1900 werd daar een fabriek geopend en werd de naam Oldsmobile aangenomen als automerk. Die naam was de uitkomst van een wedstrijd die Olds had gehouden.

### Het begin
In 1901 werd Oldsmobile de eerste autobouwer die in grote aantallen produceerde. 425 stuks werden dat jaar gebouwd van de nieuwe Oldsmobile Curved Dash. Ook in 1901 waren de eerste voertuigen die de US Post Office Department kocht van dat type. Oldsmobile was ook de eerste die een snelheidsmeter inbouwde en de productie van onderdelen uitbesteedde. Tot dat laatste werd het bedrijf gedwongen nadat een brand de fabriek in Detroit had verwoest. In 1902 verhuisde de productie terug naar Lansing in Michigan. Van 1900 tot 1903 was Olsmobile de grootse autobouwer van de Verenigde Staten.
Ransom Olds en zijn baas Samuel Smith lagen geregeld met elkaar overhoop. In 1904 onthief die laatste Olds uit zijn positie en Olds verliet het bedrijf. In 1905 richtte hij de REO Motor Vehicle Company op. REO stond daarbij voor zijn Olds' initialen. In 1905 en 1906 verkocht REO meer auto's dan Oldsmobile. Op 12 november 1908 werd Oldsmobile verkocht aan General Motors. Het werd het tweede merk van het concern, na Buick.

### Voor de Tweede Wereldoorlog
In 1908 was Oldsmobile de eerste constructeur die nikkel gebruikte voor de afwerking in plaats van het traditionele messing. In 1926 was het merk ook weer het eerste dat chroom begon te gebruiken. In 1932 was Oldsmobile de eerste die de automatische choke introduceerde en in 1940 werd de Hydra-matic Drive geïntroduceerd, de eerste volautomatische versnellingsbak op een massageproduceerde auto en de voorloper van de hedendaagse automatische transmissie.
Van de jaren dertig tot de jaren negentig gebruikte het merk een tweecijferige benaming voor haar modellen. Het eerste cijfer duidde de grootte van de auto aan. Die ging van 6 tot 9. Het tweede cijfer sloeg op het aantal cilinders. Er waren 6- en 8-cilinders. Vanaf de jaren vijftig werden die cijfers voorafgegaan door de naam van het uitrustingsniveau.

### Na de Tweede Wereldoorlog
Op 15 oktober 1945 kwam de eerste naoorlogse Oldsmobile van de lopende band. In 1949 werd de Oldsmobile 88 Rocket gelanceerd. Deze auto met V8 gaf de aanleiding tot het ontstaan van de muscle car in de jaren zestig. Gedurende de jaren vijftig werd de marketing gevoerd met die rocket-engine als centraal thema. Ook het design van de modellen was gebaseerd op dat thema. Oldsmobile veranderde er zelfs speciaal haar embleem voor in een omringde planeet. Tegen het einde van het decennium raakte die stijl gedateerd ten opzichte van de concurrentie. In 1958 werden alle modellen van al GM's merken hertekend. 

### Jaren 1960-1970
In 1961 werd de Cutlass geïntroduceerd, die in het volgende decennium een bestseller zou worden. Vanaf 1964 was voor die Cutlass het 442-muscle car-optiepakket beschikbaar. In 1968 werd dat pakket als de Oldsmobile 442 een apart model.
In 1962 lanceerde Oldsmobile de Jetfire. Dat was de eerste turbomotor die in personenwagens verkocht werd. De Oldsmobile Toronado uit 1966 was een van de eerste moderne Amerikaanse voorwielaangedreven auto's. Op het moment van de lancering was het de grootste en krachtigste voorwieltrekker, een van de eerste met automatische overbrenging en ook de eerste van zijn soort die succes had op de Amerikaanse markt.
Gedurende de jaren zestig, ten slotte, begon Oldsmobiles positie in General Motors' modellenhiërarchie tussen Buick en Pontiac te vervagen.

### Jaren 1970-1990
In de jaren zeventig en tachtig liepen de verkopen goed. In 1973 was Oldsmobile de eerste die in de Oldsmobile Toronado de airbag introduceerde. Op het einde van de jaren zeventig was er zoveel vraag dat er te weinig van Oldsmobile's Rocket-V8-motoren waren. Daarom begon men ongemerkt de grotere modellen uit te rusten met V8-motoren van Chevrolet-makelij. Die was heel verschillend van de Rocket-V8 en de zaak werd een public relations-ramp voor GM. Later bracht GM de bouw van motoren, wat tot dan merkgebonden was, onder in de aparte divisie GM Powertrain.
Vanaf 1978 bood Oldsmobile ook optioneel een dieselmotor aan op haar grotere modellen. Het ging om de eerste Amerikaanse dieselpersonenwagen en hij werd geïntroduceerd omdat geïmporteerde Europese diesels een groot succes waren. De motor werd echter geplaagd door problemen met vele rechtszaken tot gevolg. Ook al in 1978 verkocht het merk meer dan 1 miljoen voertuigen. Meer dan de helft daarvan was de populair geworden Cutlass. Na dit record klapte de verkoop echter ineen. GM lanceerde het J-platform om de immer populaire buitenlandse merken te counteren, maar het had nagenoeg geen effect.
Op het einde van de jaren tachtig kreeg GM de kritiek dat al haar merken te veel op elkaar begonnen te lijken. Daarom moesten ze elk hun eigen identiteit krijgen. Chevrolet positioneerde zich onderaan. Pontiac noemde zich de sportieve divisie, Buick bleef de traditionele goedkopere luxewagen en Cadillac ging voor het hoogste segment. Daarnaast had GM net Saturn in het leven geroepen als concurrent voor de Japanse merken. Voor Oldsmobile werd echter geen marktsegment gevonden. Toen al begon het gerucht de ronde te doen dat het merk weleens geschrapt zou kunnen worden.

### Jaren 1990-2000
In de jaren negentig verdwenen de krachtige klassiekers waarom Oldsmobile bekendstond voor modellen van GM's andere divisie die een Oldsmobile-logo opgeplakt kregen. De markt voor sportieve modellen werd intussen aangeboord door Chevrolet en Pontiac en Oldsmobile werd het testmerk voor nieuwe technologieën. Zo kregen Oldsmobiles in 1995 GuideStar, het eerste routenavigatiesysteem op een seriewagen. Daarop werd het merk tussen Pontiac en Buick gewurmd. In 1997, het jaar van de 100e verjaardag, kreeg het nog een nieuw embleem. Er werd een nieuw model, de Oldsmobile Aurora, geïntroduceerd met volgende modellen die daarop geïnspireerd waren.

### Het einde
Volgend op dalende verkoopcijfers en de onzekere toekomst van het merk kondigde General Motors op 12 december 2000 de stopzetting van Oldsmobile aan.
De uitfasering gebeurde volgens volgend schema:
- Eind 2001 verscheen de Oldsmobile Bravada voor 2002; Het laatste nieuwe model van het merk.
- In juni 2002 werd de productie van de Oldsmobile Intrigue en de Aurora V6 beëindigd.
- In mei 2003 werd ook de Aurora V8 stopgezet.
- In januari 2004 verving de Buick Rainier de Bravada SUV.
- In maart 2004 stopte ook de productie van de Silhouette.
- In april 2004 werd het laatste model, de Alero, stopgezet.

Op 29 april 2004 werd de laatste Oldsmobile, een rode Alero, gebouwd als laatste van een speciale serie van 500. Oldsmobile bestond toen 107 jaar en had in totaal 35.229.218 auto's geproduceerd.

## Verkoopcijfers
- 1996: 331.287
- 1997: 304.759
- 1998: 329.742
- 1999: 352.163
- 2000: 289.172
- 2001: 233.745
- 2002: 155.113
- 2003: 125.897
- 2004: 28.851
- 2005: 1866[5]